# Lake Troup
Der Lake Troup ist ein Gebirgssee im Southland District der Region Southland auf der Südinsel von Neuseeland.

## Namensherkunft
Der See wurde nach dem südlich angrenzenden Mount Troup benannt und dieser bekam durch den Landvermesser E. H. Wilmot in Würdigung des Ingenieurs und Architekten Sir George Troup dessen Namen.

## Geographie
Der Lake Troup befindet sich rund 3,5 km südlich des Doubtful Sound/Patea, rund 2,2 km südwestlich des Deep Cove und rund 2,2 km südöstlich des Hall Arm des Sound. Der See, der auf einer Höhe von 952 m liegt, wird von Norden über Westen und Süden bis nach Osten von Berggipfeln umgeben. Lediglich nach Nordosten ergibt sich über ein schmales Tal eine Öffnung, über das der rund 18,6 Hektar große See in Richtung der Huntleigh Falls und weiter zum Deep Cove hin entwässert. Der See besitzt eine Länge von rund 625 m in Südwest-Nordost-Richtung und misst an seiner breitesten Stelle rund 520 m in Ost-West-Richtung. Der Seeumfang des Lake Troup beträgt rund 2 km.

## Hanging Valley Track
Bis zu den Wasserfällen der Huntleigh Falls führt vom Deep Cove aus der rund 1,9 km lange Hanging Valley Track das Tal hinauf. Der See ist aufgrund der steilen Felswände darüber leider nicht zu erreichen.